# Castillon-la-Bataille
 Castillon-la-Bataille  là một xã thuộc tỉnh Gironde trong vùng Nouvelle-Aquitaine tây nam nước Pháp.